# Bouregreg
Pour l’article homonyme, voir Le Bouregreg.
Le Bouregreg (en arabe: Abu Raqraq أبو رقراق, en berbère: Buargrag pl. Irgragn) est un fleuve marocain, long de 240 kilomètres, son débit moyen s'élève à 23 m3/s mais, en période de crues, il peut atteindre 1 500 m3/s.
Il prend naissance dans le massif du Moyen Atlas à l'altitude de 1 627 m au niveau du jebel Mtourzgane (province de Khémisset) et de Grou (province de Khénifra) et se jette dans l'océan Atlantique entre les villes de Salé au nord et Rabat au sud.

## Étymologie
L'origine du mot vient de l'importante population de cigognes présente dans la vallée du fleuve. "Bou" est un adverbe possessif et "Regrag" signifiant "cigognes". 

## Histoire

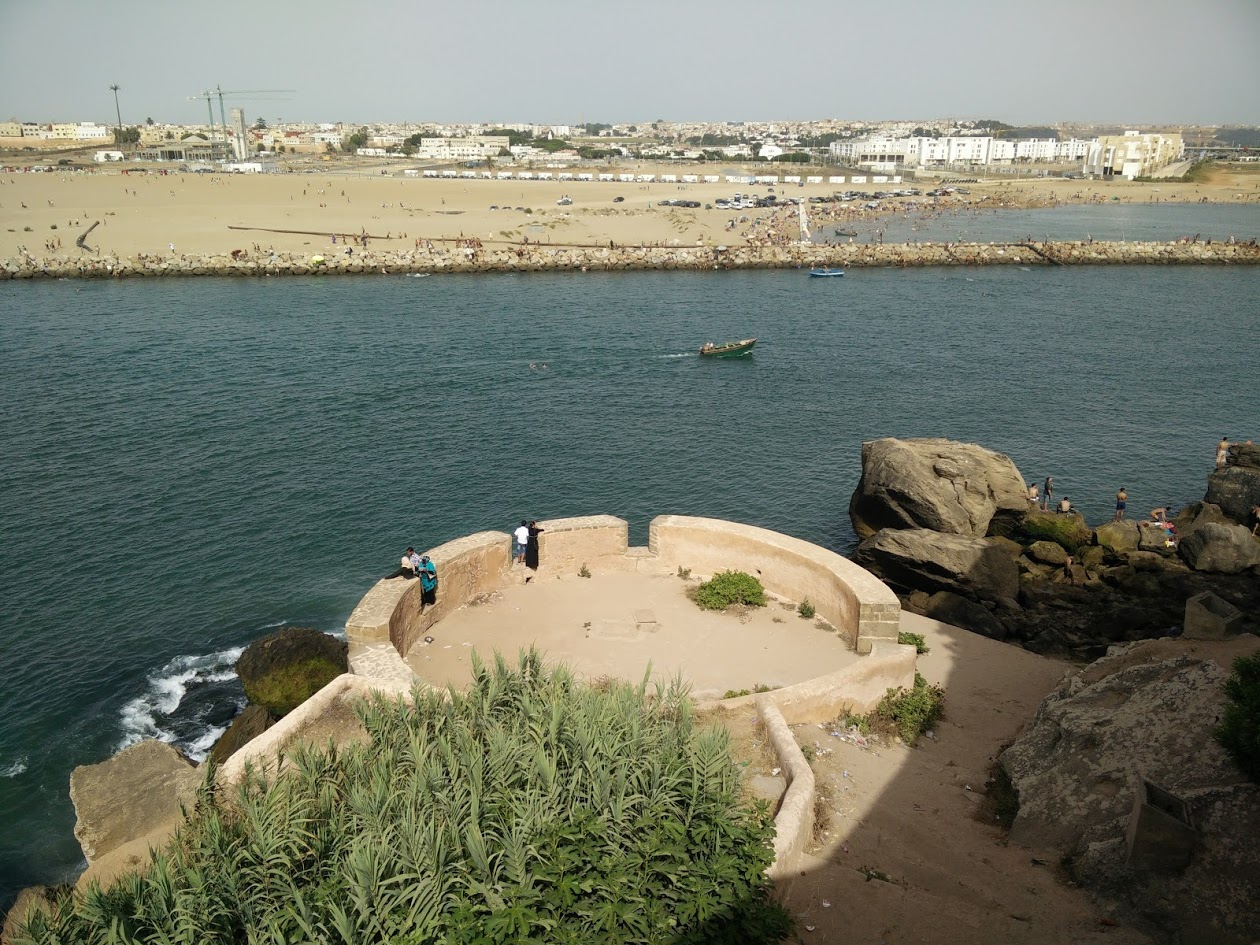
Vue sur le Bouregreg depuis la kasbah des Oudayas.

L'existence humaine sur la vallée du fleuve remonte au VIe siècle av. J.-C., avec l'édification de Chellah par les Phéniciens suivis par les Carthaginois. Ensuite, le site a été une demeure des Romains qui se sont installés dans la région. Ils fondaient un port sur l'estuaire du fleuve, qui sera repris par les Salétins après l'effondrement des premiers,.
Celui-ci servit pour une longue période au dynamisme économique des villes de Rabat et de Salé ainsi qu'il a été d'une grande utilité pour les corsaires des deux villes et pour les luttes contre les marines britannique et portugaise qui tentaient d'occuper le port. Depuis la construction du port de Casablanca en 1913, l'activité du port fluvial du Bouregreg a décliné.
Les Almoravides ont érigé sur la rive gauche du fleuve une petite forteresse pour lutter contre les menaces des tribus de Bouraghouata. Les Almohades l'ont reconstruit et en font une véritable forteresse, la Kasbah des Oudayas. Après l’arrivée des Morisques dans la ville de Rabat, ils ont redonné un souffle à la Kasbah en la restaurant et la renforçant. La dynastie alaouite entreprend à son tour des travaux d’aménagement du site entre 1757 et 1789 puis entre 1790 et 1792.
Le fleuve a favorisé également l'accentuation des échanges commerciaux entre les villes de Rabat et de Salé et, depuis l'instauration du protectorat, il y a eu l'utilisation d'un bac à vapeur pour transporter les hommes et les marchandises et ce, jusqu'en 1936.

## Embouchure

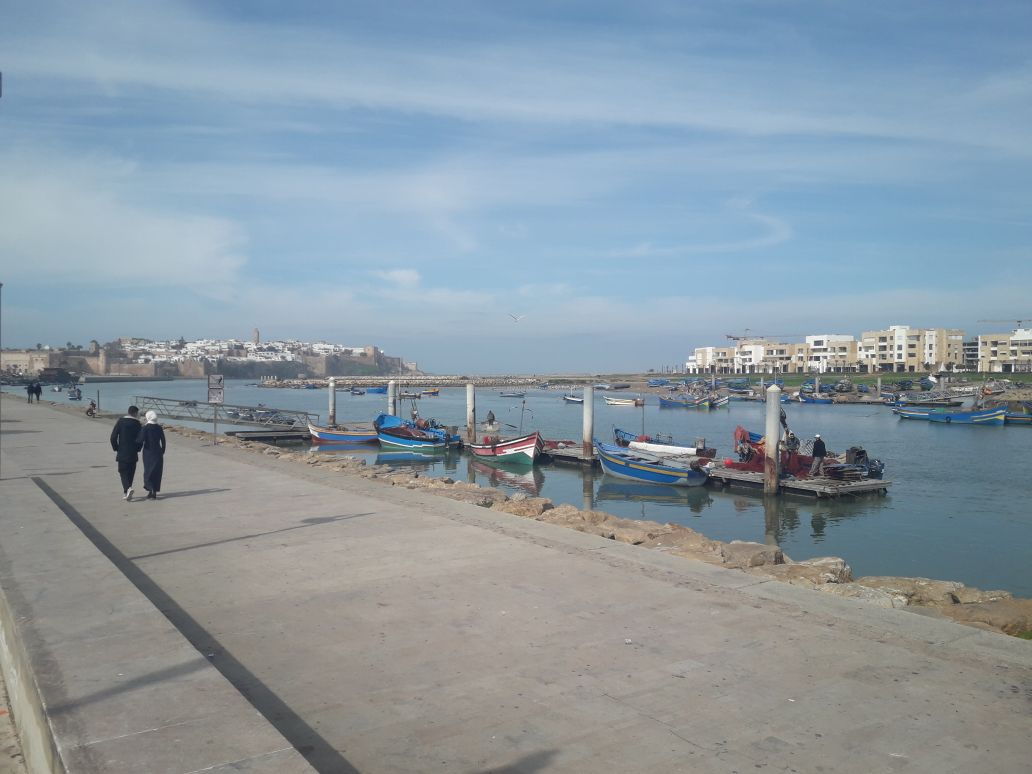
Vers l'embouchure.

## Hydrologie
Le Bouregreg est l'un des principaux cours d'eau du Maroc. Il prend naissance dans le massif central marocain et chemine vers le littoral atlantique à travers la meseta côtière. Son bassin versant est limité au nord-est par le bassin du Sebou, au sud par celui de l'Oum Errabiâa, au sud-ouest par les bassins des oueds côtiers (oued Cherrat, oued N'Fifikh, et oued Malleh) et s'ouvre vers l'ouest sur l'océan Atlantique.
Le réseau hydrographique est composé essentiellement de deux rivières :
- Oued Bouregreg ;
- Oued Grou et ses affluents : Akrech et Krifla.

Le potentiel du bassin du Bouregreg en eau est évalué à 680 Mm3/s et comporte le grand barrage "Sidi Mohamed Ben Abdellah" mis en service en 1974. Il constitue le principal ouvrage permettant la régularisation de 245 Mm3/s d'eau potable, outre sept barrages collinaires : Aird, Ait Lamrabtia, Bouknadel, Mahrouk et N'khila à El Khémisset, Ain Tourtoute, et Tskrame à Khénifra,.

Vallée du Bouregreg

## Aménagement de la vallée du Bouregreg
Le projet de développement de la vallée du Bouregreg a été décidé par le roi Mohammed VI qui en a lancé les travaux en janvier 2006. Il porte sur une superficie globale de 6 000 ha allant de l'estuaire du fleuve au pied de la kasbah des Oudaïas, sur une longueur de 17 km allant jusqu'au barrage "Sidi Mohammed Ben Abdellah" en amont. L'ensemble de la mission a été confié à l'Agence Bouregreg. Elle est chargée de l'aménagement de la vallée dans sa globalité (urbanisme, environnement, social et patrimoine) et pourvue de pouvoirs exorbitants de la puissance publique. Parmi ses objectifs, la dépollution de la vallée et l'aménagement du territoire en vue d'en faire un espace de prestige et de cohésion sociale, susceptible de créer des richesses et initier une politique de développement durable.
Trois projets-phares ont été lancés successivement en vue de faciliter les échanges entre les deux villes jumelles de Rabat et de Salé, deux lignes de tramway sur une longueur de 20 km, un nouveau pont de 14 m de hauteur et de 46 m de largeur (2 × 3 voies, une voie de tramway et deux voies pour cyclistes et piétons), et un tunnel de 1,5 km sous les murailles séculaires des Oudayas. Sur le volet urbanistique, la première tranche du projet baptisée « Bab Al Bahr » a fait l'objet d'un partenariat stratégique avec Al Maabar d'Abou Dabi. Il s'agit d'une cité de 35 ha comprenant des résidences, hôtels, commerces et musées, outre une cité des arts et métiers. Cinq autres phases sont encore à développer, le projet transformant au fur et à mesure de sa réalisation le paysage de l'agglomération de la capitale du Royaume.